# حلواماهی‌سانیان
حلواماهی‌سانیان (نام علمی: Stromateoidei) نام یک زیرراسته از راسته سوف‌ماهی‌سانان است.